# Extragalaktická planeta
Extragalaktická planeta je hypotetický typ planety, která se nachází mimo naši Mléčnou dráhu. Takové planety mohou obíhat hvězdy v jiných galaxiích nebo se pohybovat jako toulavé planety bez domovské hvězdy. Jejich detekce je však kvůli extrémním vzdálenostem nesmírně obtížná. Nejčastěji se k odhalování kandidátů využívá gravitační mikročočkování, přesto zůstávají mnohé objevy kandidátní a vyžadují další průzkum.

## Historie objevů

### Mikročočkování a první náznaky
První náznaky možných extragalaktických planet vycházely z pozorování mikročočkových jevů, kdy předměty v popředí (hvězdy či planety) zakřivují světlo vzdálených zdrojů, často kvazarů.
Pozorování kvazaru RX J1131−1231, vzdáleného přibližně 6 miliard světelných let, naznačují, že galaxie v popředí, která působí jako gravitační čočka, obsahuje velké množství tzv. toulavých planet. Tyto objekty byly identifikovány prostřednictvím analýzy mikročočkových jevů, jež měnily charakteristiky rentgenového záření z kvazaru. Předpokládá se, že zde může být více než 2000 takových těles s hmotnostmi od Měsíce po Jupiter na každou hvězdu v hlavní posloupnosti. Další výzkumy ovšem naznačují, že část pozorovaných signálů by mohly způsobovat také hnědí trpaslíci.

### PA-99-N2 b v galaxii Andromeda
V roce 2009 byl v galaxii Andromeda ohlášen mikročočkový kandidát PA-99-N2 b, jehož hmotnost se odhaduje na 6–7 násobek Jupiteru. Planeta ale zůstává hypotetická, neboť potvrzující data chybějí.

### Kvazar Q0957+561
Kvazar Q0957+561 se promítá dvakrát vlivem gravitačního čočkování v popředí (tzv. „dvojitý kvazar“). Astrofyzik Rudolph Schild roku 1995 pozoroval mikročočkové jevy, jež by mohly poukazovat na tělesa o hmotnosti zhruba tří Zemí. Tento výklad se ovšem nedá definitivně potvrdit a jiné scénáře připouštějí, že by mohlo jít o jiné druhy objektů.

### M51-ULS-1b v galaxii M51
V roce 2021 vyšla studie o možném rentgenovém tranzitu v binárním systému M51-ULS-1, nacházejícím se ve galaxii M51. Objekt označený jako M51-ULS-1b by měl mít rozměry zhruba jako Saturn. Stejně jako v ostatních zmíněných případech však zatím nemůže být planeta jednoznačně potvrzena.

## Odvolané objevy

### HIP 13044 b
Tento objekt byl původně označován za první „extragalaktickou planetu“ obíhající hvězdu z pohlcené galaxie v Mléčné dráze. Roku 2014 se ale ukázalo, že rušivý signál spíše nepochází z planety.

## Závěr
Extragalaktické planety představují skupinu hypotetických objektů mimo naši Mléčnou dráhu. Přímé důkazy o jejich existenci neexistují, avšak nepřímá pozorování pomocí gravitačního mikročočkování či rentgenových tranzitů naznačují, že by planety mohly být hojné i v cizích galaxiích. Budoucí výkonné přístroje a lepší metodiky detekce mohou vnést více jasna do otázky, zda a nakolik se planety běžně tvoří i mimo naši domovskou galaxii.